# Big Time Audition
Big Time Audition es el primer capítulo de la serie de televisión Big Time Rush, protagonizado por Kendall Schmidt, James Maslow, Carlos Pena Jr., Logan Henderson, Ciara Bravo y Stephen Kramer Glickman.
Se emitió una primicia el 28 de noviembre de 2009 a las 8:30 p. m. ET. Se trata de una película-especial de una hora de duración con la longitud de dos episodios regulares en su conjunto, y es el episodio piloto de dicha serie. 
La película se centra en cómo cuatro amigos adolescentes ordinaria a partir de Minnesota la oportunidad de convertirse en el próximo las listas de éxitos boy band, mientras que va en un viaje épico de su vida.

## Producción
La filmación comenzó a principios de 2009, pero no fue anunciada hasta octubre de 2009. Se emitió el 28 de noviembre de 2009 como una continuación de adelanto al estreno oficial el 18 de enero de 2010. El episodio fue filmado en Los Ángeles, Minnesota y Cuitzeo Michoacán, razón por la que Big Time Rush estuvo en Cuitzeo grabando Boyfriend.

## Sinopsis
Cuatro mejores amigos de Minnesota,  Kendall Knight (Kendall Schmidt), James Diamond (James Maslow), Carlos García (Carlos Pena Jr.), Logan Mitchell  (Logan Henderson), pasan a formar parte de una audición que se lleva a cabo por el productor de registro, Gustavo Rocque (Stephen Kramer Glickman). Al principio, los resultados de la audición contraproducente que lleva a una pelea en la que se hace daño a nadie, sin embargo. Gustavo, sin embargo, decide Kendall debe ir en solitario. Al principio se rechaza, pero acepta la oferta con la condición de que lo transforman + sus mejores amigos en un grupo de cantantes. Con el tiempo se rinde y está de acuerdo, dejando a los chicos a probar a la etiqueta que están listos para esa oportunidad.

## Reparto
- Kendall Schmidt como Kendall Knight.
- James Maslow como James Diamond.
- Carlos Pena Jr. como Carlos Garcia.
- Logan Henderson como Logan Mitchell.
- Ciara Bravo como Katie Knight.
- Stephen Kramer Glickman como Gustavo Rocque.

## Recepción
3,5 millones de espectadores sintonizaron el estreno, dando Big Time Rush algunos altos índices de audiencia seguido por el estreno oficial el próximo año en enero, consiguiendo 6.800.000 espectadores, y en el proceso, estableciendo un nuevo récord para el estreno de la serie de mayor audiencia de acción en vivo de Nickelodeon de la historia.
- Datos: Q13359849